# Diego de Austria
Diego Félix de Austria (15 de agosto de 1575 – 21 de noviembre de 1582), Príncipe de Asturias y Príncipe heredero de Portugal, fue el tercer hijo varón del rey Felipe II de España y de su cuarta esposa, Ana de Austria, pero el sexto hijo para el monarca.

## Biografía
Para el día de su nacimiento aún no pasaban dos meses de la muerte de su hermano Carlos Lorenzo. Fue bautizado el 25 de julio en la iglesia parroquial de San Gil por el cardenal don Gaspar de Quiroga, arzobispo de Toledo, siéndole fue impuesto el nombre de Diego en homenaje al patrón de España, el apóstol Santiago. Fue llevado hasta la pila por el duque de Alba. Cuando contaba con tan solo seis años falleció Fernando, el mayor de sus hermanos varones, lo que lo convirtió en Príncipe de Asturias, heredero de la Monarquía Hispánica.
Al fallecer su hermano Fernando, fue jurado príncipe el 1 de marzo de 1580 en la capilla del Real Alcázar de Madrid. El ascenso de su padre al trono portugués en el año 1580 lo convirtió también en el heredero del trono luso y de su imperio colonial. Su madre Ana murió durante un viaje a su nuevo reino y Diego y sus hermanos permanecieron en Madrid al cuidado de sus hermanas mayores Isabel Clara Eugenia y Catalina Micaela. Las cartas de Felipe II dejan claro que estaba orgulloso de Diego: escribió que con cinco años ya conocía el alfabeto y la danza. En una carta fechada en 1582, el rey escribe al virrey de la India Francisco de Mascarenhas ordenándole que trajera un elefante al príncipe de Asturias como regalo. Felipe enseñó a su hijo el portugués para que en un futuro pudiera hablar con sus nuevos súbditos. Además, planeó desposar a Diego con una de las hijas de Juan, duque de Braganza y Catalina de Portugal.
Pero Diego nunca se convertiría en rey. Al igual que al príncipe Fernando, Diego murió cuando tan solo contaba con siete años de edad, debido a la difteria. El título pasaría al siguiente de sus hermanos, el infante Don Felipe, futuro Felipe III de España, débil y enfermizo. El rey ordenó realizar oraciones continuas en la iglesia de Nuestra Santísima Señora en Zaragoza pidiendo por la salud de los infantes reales. Los restos mortales de Diego reposan junto a los de su hermano mayor el príncipe Fernando en el Monasterio de El Escorial.

## Iconografía
En marzo de 2013, un importante retrato de Don Diego pintado por Alonso Sánchez Coello en 1577 fue adquirido por el Museo Liechtenstein de Viena por 5,1 millones de euros, en una polémica exportación desde Gran Bretaña.
| Predecesor: Fernando de Austria   | Príncipe de Asturias 1580-1582          | Sucesor: Felipe de Austria |
| Predecesor: Sebastián de Portugal | Príncipe heredero de Portugal 1581-1582 | Sucesor: Felipe de Austria |